# لغة الموهوك
الموهوك (/ˈmoʊhɔːk/. Kanien'kéha «[اللغة] من صوان مكان») هي لغة إيكورية يتحدثها حاليا حوالي 3,500 شخص من شعب الموهوك، وتوجد بشكل أكبر في كندا (جنوب أونتاريو وكيبيك)، وبدرجة أقل في الولايات المتحدة (غرب وشمال نيويورك). كلمة «الموهوك» اسم أجنبي. في لغة الموهوك، يقول الناس أنهم من Kanienʼkehá꞉ka أو «فلينت ستون بليس» أو «شعب الفلينت».
كان شعب الموهوك تجارًا أغنياء للغاية، حيث كانت الشعوب الأخرى في اتحادهم بحاجة إلى حجر الصوان (فلنت) لصنع الأدوات الخاصة. جيرانهم ومنافسيهم هم المتحدثون بلغة ألغنقوين، شعب الموح-هيك هيك جي («مكان مجال الغذاء»)، ودعا من قبل الهولنديين «شعب الموهيكان» أو «ماهيكانس»، ويدعا الشعب كا ني-أون كا «ماو أونك لين» أو أمة الدببة. لقد سمع الهولنديون وكتبوا ذلك باسم «الموهوك» ولذا كثيرًا ما يُشار إلى شعب كان إي إن كا باسم الموهوك. كما أشار الهولنديون إلى الموهوك باسم إيقلز أو ماقواس. قام الفرنسيون بتعديل هذه المصطلحات باسم إسقنرز أو موقويز.[بحاجة لمصدر]

## التاريخ
كان الموهوك أكبر وأقوى الدول الخمس الأصلية، حيث كانوا يسيطرون على مساحة كبيرة من الأرض على الحدود الشرقية لاتحاد الإيروكوا. كان المنطقة الشمالية ومنطقة آديرونداك في شمال ولاية نيويورك في الولايات المتحدة الحالية سيشكلان الجزء الأكبر من المنطقة الناطقة بلغة الموهوك التي استمرت حتى نهاية القرن الثامن عشر الميلادي.